# Іван Валенсьяно
Іван Валенсьяно (ісп. Iván Valenciano, нар. 18 березня 1972, Барранкілья) — колумбійський футболіст, що грав на позиції нападника за «Атлетіко Хуніор», низку інших колумбійських та іноземних клубних команд, а також за національну збірну Колумбії.

## Клубна кар'єра
У дорослому футболі дебютував 1988 року виступами за команду «Атлетіко Хуніор», в якій провів чотири сезони, взявши участь у 96 матчах чемпіонату. Більшість часу, проведеного у складі «Атлетіко Хуніора», був основним гравцем атакувальної ланки команди. У складі «Атлетіко Хуніора» був одним з головних бомбардирів команди, маючи середню результативність на рівні 0,46 гола за гру першості.
1992 року був запрошений до італійської «Аталанти». Провів в Італії один сезон, протягом якого до основи бергамської команди не пробився, і повернувся до «Атлетіко Хуніор». Після повернення до рідної команди демонстрував ще більш вражаючу результативність, відзначившись за три наступні сезон 57 голами у 64 іграх колумбійської першості.
Згодом протягом 1996–1999 років грав у Мексиці, спочатку за «Веракрус», а згодом за «Монаркас». У жодній із цих команд не став гравцем «основи» і 1999 року знову повернувся до «Атлетіко Хуніор».
У подальшому протягом 2000-х років змінив цілу низку колумбійських клубів, а також встиг пограти в Бразилії за «Гаму» і в Еквадорі за «Ольмедо». У жодній із цих команд високою результативністю вже не відзначався.
Завершив ігрову кар'єру виступами за «Альянса Петролера» у 2008—2009 роках.

## Виступи за збірні
1989 року залучався до складу молодіжної збірної Колумбії.
1991 року дебютував в офіційних матчах у складі національної збірної Колумбії.
У складі збірної був учасником розіграшу Кубка Америки 1991 року в Чилі та чемпіонату світу 1994 року в США.
Загалом протягом кар'єри в національній команді, яка тривала 10 років, провів у її формі 29 матчів, забивши 13 голів.

## Титули і досягнення
- Чемпіон Колумбії (2):

«Атлетіко Хуніор»: 1993, 1995